# Givanilton Martins Ferreira
Givanilton Martins Ferreira, meglio noto come Gil (Irecê, 13 aprile 1991), è un calciatore brasiliano, attaccante del Chanthaburi.

## Carriera
Ha giocato oltre 50 partite nella seconda divisione brasiliana.